# Frederickus
Frederickus Paquin, Duperré, Buckle & Crawford, 2008 è un genere di ragni appartenente alla famiglia Linyphiidae.

## Distribuzione
Le due specie oggi attribuite a questo genere sono state reperite in America settentrionale: entrambe sia in territorio statunitense che canadese.

## Tassonomia
A dicembre 2011, si compone di due specie:
- Frederickus coylei Paquin, Duperré, Buckle & Crawford, 2008[3] - USA, Canada
- Frederickus wilburi (Levi & Levi, 1955) - USA, Canada